# Kooky
Pour plus de détails, voir Fiche technique et Distribution.
Kooky (Kuky se vrací) est un film d'animation en stop-motion tchèque réalisé par Jan Svěrák en 2010. Le film est distribué en DVD et VOD par Doriane Films.

## Synopsis
Le petit Ondra six ans et il est asthmatique. Sa mère, pour le protéger, décide de se débarrasser de Kooky, son ours en peluche. Ondra va alors rêver du voyage de Kooky depuis la déchetterie où il se trouve jusqu’à la maison de Ondra. Un voyage qui lui fera traverser une forêt peuplée d’êtres mystérieux, dont le gardien de la forêt, Bondieu, qui va aider Kooky à se défaire de trois méchants qui veulent le ramener à la déchetterie.

## Fiche technique
- Titre : Kooky
- Titre original : Kuky se vrací
- Réalisation : Jan Svěrák
- Scénario : Jan Svěrák
- Pays d'origine : République tchèque
- Format : Couleurs
- Durée : 96 minutes
- Date de sortie : 2010
- Animation : Animation en volume (marionnette)

## Distribution
- Ondřej Svěrák : Kooky
- Zdeněk Svěrák : Capitaine Bondieu
- Jiří Macháček : Anuška